# VV Orionis
VV Orionis è una stella bianco-azzurra nella sequenza principale di magnitudine 5,38 situata nella costellazione di Orione. Dista 1853 anni luce dal sistema solare, e si tratta di una binaria spettroscopica, formata da 2 stelle di classe B molto vicine tra loro (0.063 UA), e da una terza componente, di classe A, più lontana, a circa 1 UA

## Osservazione

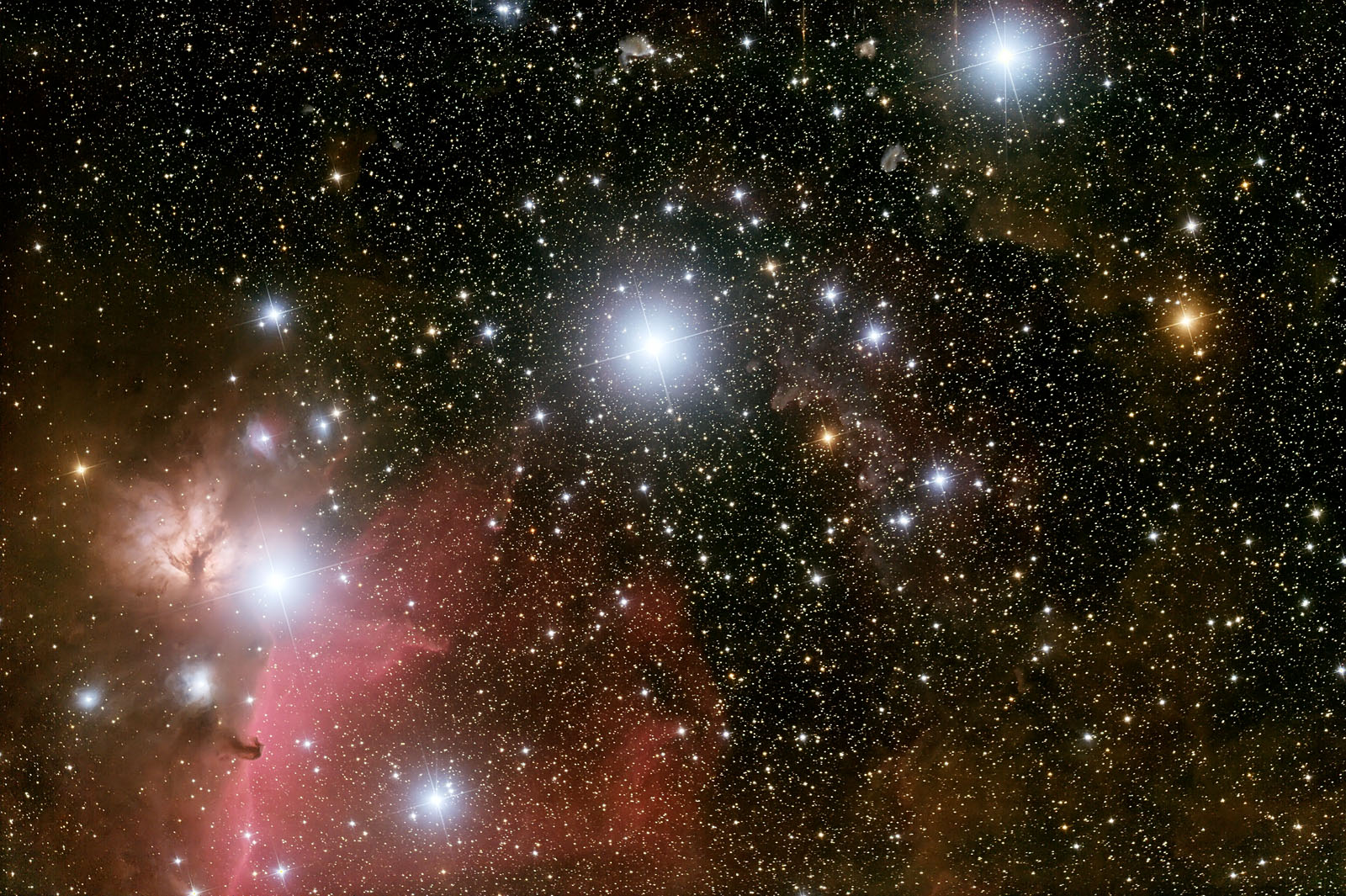
VV Orionis appare in prossimità dell'asterismo della Cintura di Orione. È una delle stelle più luminose alla sinistra di Alnilam (al centro in questa immagine).

Si tratta di una stella situata nell'emisfero celeste australe, ma molto in prossimità dell'equatore celeste; ciò comporta che possa essere osservata da tutte le regioni abitate della Terra senza alcuna difficoltà e che sia invisibile soltanto molto oltre il circolo polare artico. Nell'emisfero sud invece appare circumpolare solo nelle aree più interne del continente antartico. La sua magnitudine pari a 5,4 fa sì che possa essere scorta solo con un cielo sufficientemente libero dagli effetti dell'inquinamento luminoso.
Il periodo migliore per la sua osservazione nel cielo serale ricade nei mesi compresi fra fine ottobre e aprile; da entrambi gli emisferi il periodo di visibilità rimane indicativamente lo stesso, grazie alla posizione della stella non lontana dall'equatore celeste.

## Caratteristiche fisiche

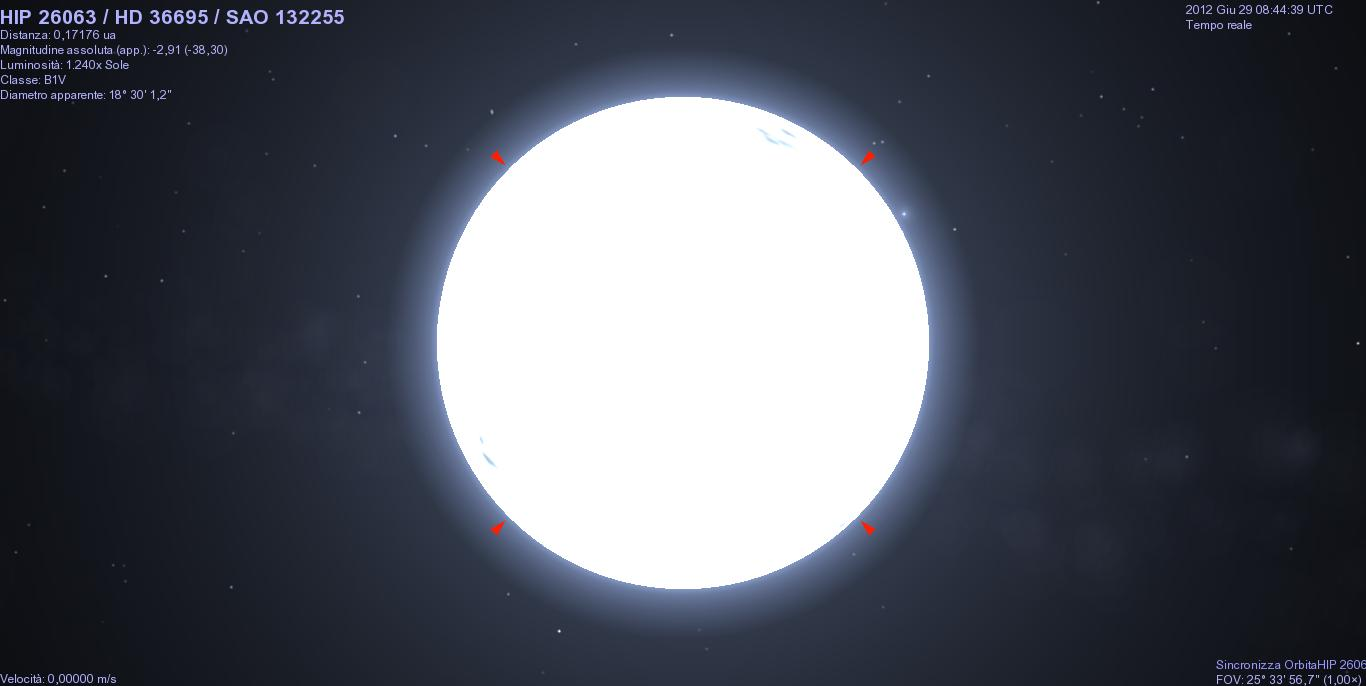
VV Orionis su Celestia.

La stella principale è una bianco-azzurra di tipo spettrale B1, più calda della sua compagna, di tipo B7, e quando questa eclissa la primaria, circa ogni 36 ore, avviene un calo di 0,35 magnitudini nella luminosità totale del sistema (da 5,31 a 5,66). L'eclisse dura circa 2,5 ore e la distanza reale tra le due componenti è stimabile attorno alle 0.063 U.A., mentre la massa della principale è circa 10 volte quella del Sole, il doppio della secondaria.
La magnitudine assoluta nel visibile della primaria è di -2,39, ma come le stelle azzurre, emettono gran parte della luce nell'ultravioletto, e considerando questa la sua magnitudine assoluta salirebbe a -5,18. La velocità radiale positiva indica che la stella si sta allontanando dal sistema solare.